# Small Wonder Records
Pour les articles homonymes, voir Small Wonder.
Small Wonder Records est un label indépendant britannique de punk rock et de post-punk, anciennement basé à Londres, actif dans les années 1970 et 1980. Durant son existence, il est détenu et dirigé par Pete Stennett.

## Histoire
Créé à la fin des années 1970, le label émanait d'un magasin de disques éponyme situé au 162 Hoe Street à Walthamstow (East London). Parmi les artistes signés, on peut notamment citer Bauhaus, Crass, The Cure, Patrik Fitzgerald, Puncture, Cockney Rejects, Poison Girls, Anthrax et Angelic Upstarts.
Il disparaît à la fin des années 1980.
Le logo du magasin et des étiquettes, tel qu'il figure sur ses sacs en papier, était celui d'une famille édouardienne ; la mère était caucasienne tandis que le père et le vicaire étaient noirs. Le bébé sur la photo était métis et, selon Pete Stennett, lui a inspiré le nom « Small Wonder ».